# (2751) Campbell
(2751) Campbell (1962 RP; 1973 RD; 1975 EO2; 1977 RN6; 1981 WF4) ist ein ungefähr sieben Kilometer großer Asteroid des inneren Hauptgürtels, der am 7. September 1962 im Rahmen des Indiana Asteroid Programs am Goethe-Link-Observatorium in Brooklyn, Indiana (IAU-Code 760) entdeckt wurde. Durch das Indiana Asteroid Program wurden insgesamt 119 Asteroiden neu entdeckt. Er gehört zur Hertha-Familie, einer Gruppe von Asteroiden, die nach (135) Hertha benannt ist.

## Benennung
(2751) Campbell wurde nach dem US-amerikanischen Astronomen William Wallace Campbell (1862–1938) benannt, der Direktor des Lick-Observatoriums (IAU-Code 662) von 1901 bis 1930, Präsident der University of California von 1923 bis 1930, Präsident der Internationalen Astronomischen Union von 1922 bis 1925 und Präsident der National Academy of Sciences von 1931 bis 1935 war. Er war Pionier bei der Planung, Organisation und Durchführung des ersten groß angelegten systematischen Programms zur Messung der Radialgeschwindigkeiten von Sternen. Die Benennung wurde vom US-amerikanischen Astronomen Frank K. Edmondson vorgeschlagen. Der Mondkrater Campbell und der Marskrater Campbell sind ebenfalls nach ihm benannt.